# Инвенция

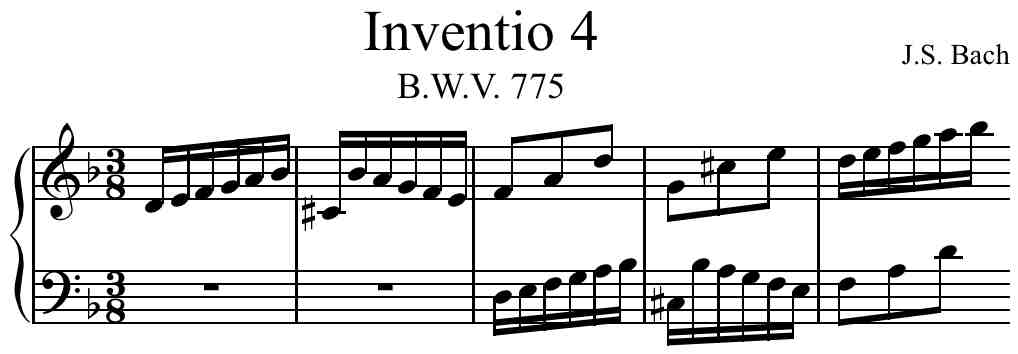
Начало 4-й инвенции И. С. Баха в ре-миноре (BWV 775)

Инве́нция (от лат. inventio  находка; изобретение, в позднелат. значении — [оригинальная] выдумка) — небольшие двух- и трёхголосные пьесы полифонического склада, написанные в различных видах полифонической техники: в виде имитации, канона, простого и сложного контрапункта. Иоганн Себастьян Бах писал инвенции и синфонии (нем. Inventionen und Sinfonien) для своих учеников как приготовительные упражнения перед фугой для достижения полной самостоятельности пальцев и развития способности к исполнению сложной полифонической музыки на клавесине. Название для своих пьес композитор подобрал точно, так как его инвенции действительно полны выдумок, остроумных сочетаний и чередований голосов. Термин впервые был использован композитором Клеманом Жанекеном в XVI веке.
В инвенции обычно присутствует некая особая композиционно-техническая идея, например, в основу первой 2-голосной инвенции И. С. Баха положен 2 мотив, разнообразно развиваемый: в прямом движении, в инверсии, в увеличении, в двойном контрапункте с различными показателями перестановок. Термин «инвенция» впервые встречается в сборнике многоголосных шансон К. Жанекена, опубликованном в 1555 году, в барочной Италии — в названиях сборников Ч. Негри (1604), Б.Марини (1629), Ф. А. Бонпорти (1712) и мн. др.
Наиболее известны 15 двухголосных инвенций (BWV 772—786) и 15 трехголосных инвенций («синфоний», BWV 787—801) Баха, которые композитор рассматривал как стилистическое и техническое упражнение для продвинутых в игре на клавире. В XX веке в связи с общей тенденцией возрождения полифонической техники в жанре инвенции (трактованном весьма свободно) писали А. Берг (3-е действие оперы «Воццек»), Б. Мартину (Инвенция для оркестра), Р. К. Щедрин («Полифоническая тетрадь»), Б. И. Тищенко (12 инвенций для органа), А.Жоливе (12 инвенций для духового и струнного квинтетов, трубы и тромбона), С. А. Губайдулина (Инвенция для фп.) и другие композиторы.